# Георги Иванов (генерал-майор)
Вижте пояснителната страница за други личности с името Георги Иванов.
Георги Христов Иванов е български офицер, генерал-майор от пехотата, командир на рота от 56-и пехотен полк през Първата световна война (1915 – 1918), служил като флигел-адщтант на цар Борис III, военен аташе в Атина (1935), началник на ШЗО (1944 – 1946), началник на пехотния отдел при Щаба на войската (1946) и началник на бойната подтоговка в ЩВ (1947 – 1949).

## Биография
Георги Иванов е роден на 3 декември 1894 г. в Казанлък, Княжество България. На 12 март 1916 г. в разгара на Първата световна война (1915 – 1918) завършва Военното на Негово Величество училище, произведен е в чин подпоручик и назначен на служба в 56-и пехотен полк като командир на рота. За тази служба „за бойни отличия и заслуги във войната“ съгласно заповеди № 355 и 464 от 1921 г. по Министерството на войната е награден с Военен орден „За храброст“ IV степен, 2 клас. На 14 октомври 1917 е произведен в чин поручик. По-късно служи в 23-ти пехотен шипченски полк и 12-а пехотна дружина.
На 30 януари 1923 г. е произведен в чин капитан, а от 31 октомври 1930 г. е майор. През 1930 г. завършва Военна академия. През 1931 г. е назначен на служба в Щаба на армията, от същата година е на служба в ШРБЕК, а от 1932 г. е началник на секция в Щаба на армията. На 26 март 1934 г. е произведен в чин подполковник и от същата година е флигел-адютант на цар Борис III. През 1935 г. е назначен за военен аташе в Атина и същата година съгласно Министерска заповед №39 е уволнен от служба.
На 30 октомври 1938 г. е произведен в чин полковник, а на 6 май 1943 г. в чин генерал-майор. На 12 септември 1944 е назначен за началник на Школата за запасни офицери, на която длъжност е до 17 януари 1946, когато е назначен за началник на Пехотния отдел в Щаба на войската. През 1947 г. е назначен за началник на бойната подготовка в Щаба на войската и през 1949 г. е уволнен от служба.

## Военни звания
- Подпоручик (21 март 1916)
- Поручик (14 октомври 1917)
- Капитан (30 януари 1923)
- Майор (31 октомври 1930)
- Подполковник (26 март 1934)
- Полковник (30 октомври 1938)
- Генерал-майор (6 май 1943)

## Награди
- Военен орден „За храброст“ IV степен, 2 клас (1921)

## Образование
- Военно на Негово Величество училище (до 1916)